# Жирославичі
Жирославичі — руські боярські роди.
Київський боярин Нажир, якого згадано в Новгородському першому літописі під 1113 р., є батьком київського воєводи Жирослава Нажировича, згаданого в Київському та Суздальському літописах під 1148—1155 рр. Старшого Жирославого сина, київського боярина Дмитра Жирославича, літопис фіксує лише один раз, під 1146 р., натомість молодшого — київського воєводу Здислава Жирославича — кілька разів, під 1171—1193 рр.
Ще один київський рід — Жирославичів — походив від якогось Жирослава. Його син, київський боярин Іван Жирославич, 1078 р. був воєводою у князя Всеволода Ярославича і загинув у Битві на Сожиці. З наступного покоління відомий Жирослав Іванкович, туровський посадник князя В'ячеслава Володимировича та посол князя Святослава Ольговича; його згадувано в літописі впродовж 1146—1159 рр.
Також якийсь Шварно Жирославич ймовірно був батьком Марії Шварнівни (бл. 1158 — 19 березня 1205/1206) — Великої княгині київської та володимирської, дружини великого князя київського та великого князя володимирського Всеволода III Юрійовича.
Ім'я Жирослав було популярним і серед давньоновгородської аристократії. У літописах згадуються посадник новгородський Жирослав, бояри новгородські Жирослав Дорогомилович, Жирослав Давидович, Борис та Юрій Жирославичі у період розквіту Новгородської республіки.